# Hamburger Rechtsnotizen
Die Hamburger Rechtsnotizen sind eine juristische Fachzeitschrift, die von Studierenden der Fakultät für Rechtswissenschaft der Universität Hamburg herausgegeben wird.
Die Fachzeitschrift erscheint im Eigenverlag und umfasst pro Heft etwa 50 bis 100 Seiten. Bis zur Ausgabe 2024/2 erschien die Zeitschrift auch in gedruckter Form und hatte zuletzt eine Auflage von 150 Exemplaren. Die Hamburger Rechtsnotizen sind nunmehr alleinig online kostenlos abrufbar. Die Website der HRN verzeichnete im Jahr 2023 durchschnittlich 10.463 Aufrufe pro Monat. 
Zwischen den Jahren 2011 und 2017 erschien sie halbjährlich. Während des Zeitraums von 2017 bis 2024 wurde die HRN jährlich veröffentlicht. Seit 2024 erscheint die Zeitschrift wieder halbjährlich. 
Die Redaktion wird von Aziz Epik wissenschaftlich begleitet. 